# These Are the Days of Our Lives
These Are the Days of Our Lives är en soul-poplåt av Queen från 1991. Merparten av låten är komponerad av bandets trummis Roger Taylor. Låten gavs ut som singel den 5 september 1991 i USA och den 9 december 1991 i Storbritannien. 
Låten handlar om hur fort våra liv går, hur skört livet kan vara och att vi skall ta vara på livets goda stunder.
Musikvideon, som filmades den 30 maj 1991, är den sista med sångaren Freddie Mercury, som den 24 november samma år avled i aids. Låtens sista strof lyder: "I still love you".